# Ileana Ploscaru
Ileana Ploscaru (n. 31 ianuarie 1931, Cluj, România – d. 31 octombrie 2023, Constanța, România) a fost o actriță română de teatru și film.

## Biografie
A absolvit Institutul de Teatru din Cluj în anul 1950. A debutat pe scena Teatrului Național „Lucian Blaga” din Cluj la 24 februarie 1951, în spectacolul Fântâna turmelor de Lope de Vega, în regia lui Ion Dinescu.
În 1961, Ileana Ploscaru s-a transferat, prin concurs, la Teatrul de Stat din Constanța, debutând pe 12 noiembrie 1961, în spectacolul Zări necuprinse, scris de Nikolai Virta și regizat de Constantin Dinischiotu.
Ileana Ploscaru a fost actriță a Teatrului de Stat din Constanța, jucând în zeci de spectacole, precum Scaiul de Georges Feydeau (regia: Ion Lucian), Titanic Vals de Tudor Mușatescu (regia: Cristian Șofron), Trei surori de A.P. Cehov (regia: Dominic Dembinski) și Bătrâna și hoțul de Viorel Savin (regia: Iulian Enache).
Pentru cei 65 de ani de activitate, dintre care 55 pe scena teatrului constănțean, Consiliul Local Municipal Constanța i-a acordat la sfârșitul anului 2016 titlul de cetățean de onoare.
Pe 19 iunie 2017, la Teatrul de Stat din Constanța, în deschiderea celei de-a doua ediții a Festivalului Național de Teatru „Miturile Cetății”, a fost lansată cartea Ileana Ploscaru – Teatru, teatru și iar teatru...}, o antologie teatrologică de Constantin Paraschivescu și Irina Zlotea. Editată de Fundația Culturală „Camil Petrescu” ca supliment al revistei Teatrul azi (Editura Cheiron, București, 2017).
Pe 27 mai 2021, Senatul UNITER a decis acordarea Premiului pentru întreaga activitate actriței Ileana Ploscaru, ca o recunoaștere pentru cei 90 de ani de viață și 70 de ani de carieră profesională.

## Teatru TV
- Zări de necuprins (1962) de Nikolai Virta; regia artistică: Constantin Dinischiotu
- Papa se lustruiește (1964), adaptare de Sică Alexandrescu după Spiros Melas; regia artistică: Sică Alexandrescu
- Femeia îndărătnică (1964) de William Shakespeare; regia artistică: N Al. Toscani
- A doua dragoste (1966) de Corneliu Leu; regia: Constantin Dinischiotu
- Femeia mării (1967) de Henrik Ibsen; regia artistică: Marietta Sadova
- Nu va fi război în Troia (1968) de Jean Giraudoux; regia artistică: Ion Maximilian
- Io, Mircea Voievod (1968) de Dan Tărchilă; regia artistică: Constantin Dinischiotu
- Descoperirea României (1975), poem dramatic de Adrian Păunescu; regia artistică: Laurențiu Azimioară; adaptarea și regia TV: Nae Cosmescu
- Marie-Octobre (1977) de Jacques Robert, Julien Duvivier, Henri Jeanson. Versiunea românească: Horia Deleanu; regia artistică: Silviu Purcărete; regia TV și adaptarea pentru televiziune: Leonard Popovici
- Între noi doi n-a fost decât tăcere (1978) de Lia Crișan; regia artistică: Ion Maximilian; regia TV și adaptarea pentru televiziune: Leonard Popovici
- La început de drum (1984) de Virgil Puicea; regia artistică: Constantin Dinischiotu
- Trei surori (2015) de A.P. Cehov; regia artistică: Dominic Dembinski

## Teatru radiofonic
- Salonul 42 (1963), adaptare după piesa lui S. Alioșin; regia artistică: Petru Mihail, în colaborare cu Constantin Moruzan
- Ștafeta nevăzută (1964) de Paul Everac; regia artistică: Paul Stratilat, în colaborare cu Constantin Dinischiotu
- Femeia mării (1968) de Henrik Ibsen; regia artistică: Paul Stratilat
- Călătorie întreruptă (1972), scenariu radiofonic de Konrad Eberhardt; regia artistică: Constantin Moruzan
- Porumbița fără aripi (1974) de Ion Minulescu; regia artistică: Dan Puican
- Biografia Teatrului de Dramă și Comedie Constanța (1977), scenariu radiofonic de Romeo Profit; regia artistică: Constantin Dinischiotu
- Bălcescu tânăr (1978) de Dumitru Corbea; regia artistică: Constantin Dinischiotu
- Un telefon ca o pasăre (1979), după piesa Tatăl nostru uneori de Eugen Lumezianu; regia artistică: Ion Maximilian, în colaborare cu Constantin Dinischiotu
- Într-o după-amiază de martie (1979) de Vassilis Vassilikos; regia artistică: Constantin Dinischiotu
- Profil teatral: Ileana Ploscaru (1979), scenariu radiofonic de Constantin Dinischiotu; regia artistică: Constantin Dinischiotu
- Scaunul (1982) de Tudor Popescu; regia artistică: Constantin Dinischiotu
- Profil teatral: Ileana Ploscaru (1992), scenariu radiofonic de Constantin Dinischiotu; regia artistică: Constantin Dinischiotu
- Biografia Teatrului Dramatic din Constanța (1993), scenariu radiofonic de Eugen Vasiliu și Constantin Dinischiotu
- Se caută un mincinos (1993) de Dimitris Psatas; regia artistică: Constantin Dinischiotu
- Solo (1995) de Roberto Bruni; regia artistică: Constantin Dinischiotu
- Sora mea geamănă (2010) de Cristina Tamaș; regia artistică: Dan Puican

## Filmografie
- Apașii (1973)
- Dincolo de orizont (film TV, 1978)
- Tridentul nu răspunde (1981)
- Faleze de nisip (1983)
- Dramaticus (2009)

## Premii
- 1952 – Concursul tânărului actor;[3]
- 1956 – Premiu de interpretare la Concursul tânărului actor;[3]
- 1962 - Premiu de interpretare la Concursul tânărului actor;[3]
- 1971 – Decada dramaturgiei originale, Iași, pentru rolul din Cafea ness cu aproximatie din tripticul Cine ești tu? de Paul Everac;
- 1972 – Gala recitalurilor dramatice de la Bacău, pentru recitalul Nu, eu nu regret nimic;
- 1982 – Premiul ATM pentru întreaga activitate;
- 1998 – Premiul de interpretare la Festivalul Național al teatrelor de revistă, Constanța;
- 2003 – Premiul național pentru întreaga activitate, conferit de Ministerul Culturii;[3]
- 2009 - Premiul pentru actriță în rol secundar la ediția a VII-a Festivalului Comediei Românești (FestCO 2009), București, pentru rolul „Chiriachița” din spectacolul Titanic-Vals, de Tudor Mușatescu.[9]

## Distincții
- Ordinul Meritul Cultural clasa a V-a (6 noiembrie 1967) „pentru merite deosebite în domeniul artei dramatice”[10]